# Chrysopa hestia
Chrysopa hestia är en insektsart som beskrevs av Banks 1918. Chrysopa hestia ingår i släktet Chrysopa och familjen guldögonsländor. Inga underarter finns listade i Catalogue of Life.